# Hidetoši Nakata
Hidetoši Nakata (japonsky 中田 英寿) (* 22. ledna 1977, Kófu, Prefektura Jamanaši, Japonsko) je bývalý japonský fotbalista, který hrál jako záložník v několika evropských klubech. V Japonsku hrál v klubu Bellmare Hiracuka. Jeho výkony si vysloužily pověst jednoho z nejlepších japonských hráčů.
Pelé ho roku 2004 zařadil jako jediného japonského hráče mezi 125 nejlepších žijících fotbalistů. V letech 1997 a 1998 byl zvolen hráčem roku v Asii.

## Statistiky
| Japonsko | Japonsko | Japonsko |
| Roky     | Záp.     | Góly     |
| -------- | -------- | -------- |
| 1997     | 16       | 5        |
| 1998     | 10       | 1        |
| 1999     | 3        | 0        |
| 2000     | 4        | 0        |
| 2001     | 7        | 1        |
| 2002     | 8        | 2        |
| 2003     | 11       | 1        |
| 2004     | 2        | 0        |
| 2005     | 10       | 0        |
| 2006     | 6        | 1        |
| Celkem   | 77       | 11       |